# MÁV Ih
Die MÁV Ih war eine Schnellzug-Schlepptenderlokomotivreihe der Ungarischen Staatsbahnen MÁV.
Für ihre Gebirgsstrecken benötigten die MÁV dreifach gekuppelte Schnellzuglokomotiven. Sie ließen daher in Budapest neun Stück Nassdampf-Zwillingslokomotiven mit der Achsfolge 2C bauen. Der Kessel war denen der Reihe MÁV Ie sehr ähnlich. Außerdem hatten sie Außenrahmen und äußere Heusinger-Steuerung.
Im zweiten Schema der MÁV wurden die neun Zwillingslokomotiven als Kategorie Ih mit den Nummern 641–649 geführt.
Im ab 1911 gültigen dritten Schema erhielten sie die Bezeichnung 320,001–009.
Die Reihe MÁV Ik wurde beschafft, um die Reihe Ih mit ihrem Zwillingstriebwerk mit einem Verbundtriebwerk vergleichen zu können.
Der Vergleich fiel zugunsten der Reihe Ik aus.
Im September 1919 kamen acht der neun Lokomotiven zu den Rumänischen Staatsbahnen CFR, die sie 1924 und 1925 ausmusterte.
Die der MÁV verbliebene 320,007 schied 1933 aus dem Bestand aus.